# Ulrik Frederik Storm
Ulrik Frederik Storm (1685 – 24. september 1754) var en dansk officer.
Han var søn af generalmajor Arvid Christian Storm og Anna f. von Kocken. Da faderen 1694 blev udnævnt til kommandant i Frederiksstad (i Norge), ansattes den kun 9 år gamle søn som konduktør sammesteds, 1707 blev han sekondløjtnant og 1710 premierløjtnant ved Johan Caspar de Cicignons gevorbne Infanteriregiment, hvilket han imidlertid forlod 1711, hvorefter han 1713 blev ansat som kaptajn reformé ved Grenaderkorpset, hvor han 1715 avancerede til kompagnichef, 1723 oberstløjtnant ved et nationalt regiment dragoner i Sjælland, Lolland og Falster, 1731 underfører ved Drabantgarden, samme år oberst, 1732 overfører ved Drabantgarden, 1733 chef for det nyoprettede nørrejyske nationale infanteriregiment, 1745 generalmajor af infanteriet med anciennitet fra 1742, 1748 kommandant i Frederiksstad (Norge) til sin død, der indtraf 24. september 1754, efter at han 1/2 år forud var udnævnt til generalløjtnant. Han var fra 1749 Ridder af Dannebrog.
Gift med Hedevig f. Werenskiold (1702 – 5. januar 1771), datter af Jens Werenskiold (Wernersen, adlet 1717) til Borregård, Trosvik og Nygård og hans 1. hustru, Margrethe Jensdatter Lobeck.